# Bodianus prognathus
Bodianus prognathus là một loài cá biển thuộc chi Bodianus trong họ Cá bàng chài. Loài này được mô tả lần đầu tiên vào năm 1981.

## Từ nguyên
Từ định danh của loài được ghép bởi hai từ trong tiếng Hy Lạp cổ đại: tiền tố prō ("phía trước") và gnáthos ("hàm"), hàm ý đề cập đến phần hàm nhô ra đáng kể ở loài này.

## Phạm vi phân bố và môi trường sống
B. prognathus có phạm vi phân bố giới hạn ở khu vực Trung Thái Bình Dương. Loài này chỉ được ghi nhận tại đảo san hô Fanning, tức đảo Tabuaeran thuộc quần đảo Line, và từ đảo Birnie trải đến Nikumaroro thuộc quần đảo Phoenix.
B. prognathus sống gần những rạn san hô và được thu thập ở độ sâu khoảng từ 7 đến 20 m, trong khi cá con được quan sát ở độ sâu đến 30 m.

## Mô tả
B. prognathus có chiều dài cơ thể tối đa được ghi nhận là 21 cm. Phần mõm nhô dài giúp phân biệt B. prognathus với hai loài có cùng kiểu màu là Bodianus diana và Bodianus dictynna. Cả ba loài này đều có kiểu màu tương tự nhau ở cá con lẫn cá trưởng thành.
Cá con có màu nâu, lốm đốm nhiều vệt trắng. B. dictynna trưởng thành vẫn giữ lại đốm đen lớn trên vây bụng và trước vây hậu môn khi còn cá con, nhưng B. diana và B. prognathus thì không. Ở B. diana, hai vị trí này có màu đỏ tươi, nhưng có màu nâu đỏ ở B. prognathus.
B. prognathus nhiều khả năng là tiến hóa từ một tổ tiên chung với B. dictynna, mặc dù phần mõm dài ở B. prognathus lại khá giống với các loài thuộc chi Gomphosus, một chi khác trong họ Cá bàng chài.
Số gai ở vây lưng: 12; Số tia vây ở vây lưng: 10; Số gai ở vây hậu môn: 3; Số tia vây ở vây hậu môn: 11–12; Số tia vây ở vây ngực: 16.

## Sinh thái học
Thức ăn của B. prognathus là những loài thủy sinh không xương sống như nhuyễn thể và giáp xác.

### Trích dẫn
- P. S. Lobel (1981). "Bodianus prognathus (Labridae, Pisces), a New Longnose Hogfish from the Central Pacific" (PDF). Pacific Science. Quyển 35 số 1. tr. 45–50. Bản gốc (PDF) lưu trữ ngày 23 tháng 8 năm 2019. Truy cập ngày 23 tháng 8 năm 2019.
- Martin F. Gomon (2006). "A revision of the labrid fish genus Bodianus with descriptions of eight new species" (PDF). Records of the Australian Museum, Supplement. Quyển 30. tr. 1–133. ISSN 0812-7387.